# 롭스
롯데쇼핑(주)H&B사업부(롭스), 상표명 롭스(영어: LOHB's, 郞施)는 롯데쇼핑에서 운영하는 대한민국의 드러그 스토어이다. 2013년에 런칭했으며, 2015년부터 본격적으로 수도권 외 지역으로 확장 중이다.

## 연혁
- 2013년 - 서울 지역 개설

## 점포
| 지역명     | 해당 지역 점포명(총 98개) |
| 서울(37개) | 홍대점 / 홍대역점 / 잠실캐슬점 / 성대점 / 압구정역점 / 수유점 / 왕십리역사점 / 노원시네마점 / 건대점 / 가로수길점 / 롯데마트 서울역점 / 화곡점 / 월드몰1호점 / 월드몰2호점 / 안국점/ 신논현점 / 종각점 / 구로점 / 종로점 / 강남점 / 코엑스몰점 / 상암점 / 당산점 / 선릉역점 / 이수점 / 안암점 / 목동점 / 한티역점 / 건대로데오점 / 영플라자명동점 / 피트인 동대문점 / 롯데몰 은평점 / 강남엔터점 / 잠실역점 |
| 경기(23개) | 이천아울렛2호점 /웨스턴돔점 / 수원몰점 / 광명아울렛점 / 의정부점 / 수내점 / 범계점 / 화정점 / 광교아울렛점 / 모란점 / 수원인계점 / 안산중앙점 / 판교점 / 정자점 / 구리점 / 수원역점 / 위례점 / 부천상동점 / 수원몰점 / 정자역점 / 동두천점 |
| 인천(3개)  | 부평점, 롯데백화점 인천터미널점, 하이마트 주안점 |
| 대전(1개)  | 대전은행동점 |
| 충남(1개)  | 부여아울렛점 |
| 대구(4개)  | 대구반월당점 / 대구중앙로점 / 대구두류점 / 대구상인점/ 대구동성로점 |
| 경북(4개)  | 구미점 / 구미인동점 / 포항점 / 롯데마트구미점/경주 로데오점 |
| 경남(5개)  | 창원상남점 / 김해아울렛점 / 양산점 / 진주몰점 / 진주점 |
| 울산(1개)  | 울산삼산점 |
| 부산(9개)  | 롯데마트 광복점 / 롯데몰 동부산점 / 광복동점 / 경성대점 / 부산대점 / 서면부전점 / 서면역점 / 부산대2호점 / 센텀시티점/ 김해아울렛점 |
| 광주(3개)  | 전남대점 / 광주첨단점 / 광주수완아울렛점 |
| 전북(2개)  | 전주객사점 / 익산영등점 |
| 전남(2개)  | 목포상동점 / 남악아울렛점 |
| 강원(1개)  | 롯데슈퍼 원주점 |
| 충북(1개)  | 청주성안길점 |